# Neocherentes
Neocherentes – rodzaj chrząszczy z rodziny kózkowatych i podrodziny zgrzypikowych.

## Zasięg występowania
Przedstawiciele tego rodzaju występują w Ameryce Południowej od Ekwadoru na północy na północy po Boliwię na południu.

## Systematyka
Do Neocherentes należą 3 gatunki:
- Neocherentes adrianoi
- Neocherentes dilloniorum
- Neocherentes pergeri